# 迤南道
迤南道，清朝设置的道，属于云南省。
乾隆三十一年（1766年）十月设立，驻普洱府，下辖镇沅府、元江府、临安府、永北府。乾隆三十二年（1767年），加兵备衔。乾隆三十三年（1768年）为分巡迤南兵备道兼管水利道，道光二十年（1840年）六月，改辖镇沅直隶厅。光绪十三年（1887年），临安府属于临安开广道，顺宁府、景东直隶厅来属。宣统三年（1911年），下辖普洱府、顺宁府、景东直隶厅、镇沅直隶厅。民国改为滇南道。